# Natacha Régnier
Natacha Régnier (ur. 11 kwietnia 1974 w Berlinie) – belgijska aktorka filmowa. Pierwsza aktorka z Belgii, którą nagrodzono we Francji Cezarem.

## Życiorys
Jej szczytowym jak dotąd osiągnięciem była rola w filmie Wyśnione życie aniołów (1998) Éricka Zonki. Za występ ten otrzymała Europejską Nagrodę Filmową oraz nagrodę dla najlepszej aktorki na 51. MFF w Cannes (obydwie nagrody wspólnie z partnerującą jej Élodie Bouchez). Następnie zagrała w Zbrodniczych kochankach (1999) François Ozona.
Ma dwoje dzieci z kompozytorem muzyki filmowej Yannem Tiersenem. Udziela się w życiu publicznym, wspierając akcje Amnesty International i użyczając swego głosu w spotach dotyczących przemocy domowej oraz AIDS.